# Großer Ödsee
Der Große Ödsee ist ein waldgesäumter Bergsee im Salzkammergut (Gemeindegebiet von Grünau im Almtal, Oberösterreich).

## Geographie und Hydrologie
Der Große Ödsee liegt in der Hetzau, einem Seitental des Almtals. Südlich von ihm liegen die zum Toten Gebirge gehörenden Gipfel Großer Priel und Schermberg. Der See ist ebenso wie der rund 150 m südlich gelegene Kleine Ödsee vom Almtal aus erreichbar über eine 6 km lange Straße zum Almtalerhaus, die vom Frühsommer bis zum Beginn der Jagdsaison Mitte September befahren werden darf. Beide Seen sind auf Wanderwegen leicht erreichbar und in warmen Sommern als Badeseen beliebt.
Der Große Ödsee ist rund 8 ha groß, bis zu 22 m tief und von steil abfallenden, dicht bewaldeten Kalk- bzw. Moränenufern umgeben. An einigen Stellen finden sich auch Kies- und Sandbänke. Der See hat im Süden zwei Tiefenbecken mit über 20 m Tiefe und, getrennt durch einen flacheren Teil mit nur 3,5 m Tiefe, im nördlichen Teil zwei maximal 7 m tiefe Becken.
Gespeist wird der See von drei kleinen Quellbächen, in erster Linie aber unterirdisch. Der Abfluss erfolgt ebenfalls unterirdisch zum Straneggbach. Die Verweildauer des Wassers beträgt 174 Tage. Der Große Ödsee weist wie der kleine Ödsee bedeutende Niveauschwankungen über 1 m auf. Normalerweise steigt der Wasserstand im Winter und fällt im Sommer ab, insbesondere, weil das umgebende Moränenmaterial bei Trockenheit keine Zuflüsse zulässt und gleichzeitig dem See Wasser entzieht.

## Entstehung
Die Ödseen liegen im Bereich der Moränen der Würm-Kaltzeit, die auf den Gletscher zurückgehen, der von der Prielgruppe in die Hetzau herunterzog. Oberhalb der Seen finden sich Moränenreste. In der Hetzau befanden sich einst an fünf Stellen Seen, deren größter vermutlich eine Fläche von über 1 km² hatte. Während die anderen Seen verlandeten, blieben die beiden Ödseen erhalten, weil sie durch Moränen vor der Verschüttung durch den Straneggbach geschützt sind.

## Ökologie
Der Große Ödsee ist aufgrund seiner Lage weitgehend unbelastet. Er weist im Sommer eine hohe Sichttiefe auf und wird als oligotroph eingestuft.
Zu den hauptsächlich vorkommenden Fischarten gehören Bachforelle, Bachsaibling und  Seesaibling.
Der Große Ödsee ist auch als Naturschutzgebiet ausgewiesen (N012, 8,0943 ha).